# Khet
Khet is een bordspel dat de strategie van schaken combineert met de spanning van lasergamen. Spelers bewegen om beurten hun Egyptische stukken rond het speelveld, waarna ze een laserstraal afvuren met het doel de tegenstander te elimineren. Het is bekroond door Mensa als beste spel en genomineerd voor Toy of the Year in de Verenigde Staten.

## Geschiedenis
Het idee voor Khet ontstond in de Verenigde Staten tijdens een cursus Productontwikkeling van dr. Michael Larson. Een van zijn leerlingen, Luke Hooper, kwam na een aantal pogingen een product te creëren dat gebruikmaakt van lasers en spiegels, met het idee voor Khet.
Luke ging met een klasgenoot, Del Segura, aan de slag om het spel daadwerkelijk te produceren. Het spel werd voor het eerst geïntroduceerd in de lente van 2005 op de New York Toy Fair, onder de naam Deflexion. Het eerste Deflexion wereldkampioenschap werd op 10 december 2005 gehouden in het Massachusetts Institute for Technology.
Onder de nieuwe naam Khet werd er in april 2006 een regionaal kampioenschap gehouden in het Cafe du Monde in het New Orleans French Quarter. Daar werd aan het einde van het kampioenschap de nieuwe uitbreiding onthuld: the Eye of Horus. Dit speelstuk geeft de mogelijkheid de laserstraal te splitsen, wat het spel nog meer dimensie geeft.

## Hoe werkt Khet?
Om de beurt beweeg je een van de Egyptische speelstukken met of zonder spiegel. Je hebt 6 typen speelstukken:
•	Farao. Dit is de Koning, voor elke speler is er een. Als de farao geraakt wordt door de laser, verliest zijn eigenaar het spel.

•	Obelisk. Dit zijn grote pilaren zonder spiegels. Als deze stukken geraakt worden door de laser worden ze dus automatisch geëlimineerd.

•	Piramide. Deze stukken hebben één spiegel en kunnen een laserstraal afbuigen. Elke speler begint met zeven piramides.

•	Djed. Deze stukken hebben een spiegel aan de voor- en achterkant en kunnen daardoor in het spel niet geëlimineerd worden. Ze komen erg goed van pas bij het aanvallen of verdedigen. Elke speler krijgt twee djeds.

•	Oog van Horus. Deze stukken zijn net als de djeds, maar in plaats van een spiegel hebben zij een glasplaatje. De laser wordt hiermee gesplitst: één straal gaat door het glas heen en één straal gaat, net als bij de djeds in een hoek van 90 graden. Elke speler heeft één Oog van Horus.

•	Toren van Kadesh. Dit is het enige gemeenschappelijke stuk in het spel, het stuk omvat 4 velden, en vormt een draagvlak voor een extra bord boven het originele bord. Hierdoor krijgt het spel er de derde dimensie bij.
Als je aan de beurt bent, mag je één speelstuk één stap verzetten of draaien. Elke beurt wordt afgerond door je eigen laser af te vuren. De spiegels bepalen het pad van de laserstraal. Wordt een speelstuk geraakt door de laserstraal, dan verdwijnt het direct van het speelveld. Het ultieme doel is om de farao van je tegenstander te raken, maar pas op dat jouw farao niet geraakt wordt, want dan ben je uitgespeeld.

## Nederlandse Markt
Khet wordt in Nederland in september 2007 geïntroduceerd door Productief B.V., de uitgever van onder andere Ein-O Science, Spektro, Ruvion en Tridio. De uitbreiding die in Amerika al beschikbaar is, zal op een later tijdstip in Nederland ook geïntroduceerd worden.